# 福テレてんき
福テレてんき（ふくてれてんき）とは、福島テレビで放送されている天気情報番組である。

## 概要
放送開始以来（開始時期不明）、2019年9月まではFTVお天気情報のタイトルだった。
朝時間帯の「めざましテレビ」、「めざましどようび」、日曜朝の「FNNニュース」内の天気予報コーナーだけ「県内の空模様」として放送。
その他、「サタふく」終盤の天気予報コーナーでは「福テレお天気情報」となっている。
オープニングにはイメージキャラクターのふくたんが登場する。毎早朝枠と深夜枠、日曜17:20枠（不定期放送）ではオリジナルのものを使用。なお、夜枠は2010年までは水谷麻里の「乙女日和」をBGMに杉妻地区の夜景をバックにしたオープニングであった。2010年以降、オープニングにふくたんが使われるようになる。現行のものとは異なり、スポンサーの有無によって2種類を使い分けていた。
20:58枠ではオープニングとエンドカードを省略。
朝時間帯の県内の空模様では2024年7月現在も従来のタイトルロゴが使われている。

## 放送時間
あくまでも放送予定であり、番組編成により放送時間は変わる場合があるので留意。

### 現在
平日
- めざましテレビ内
  - 6:46 - 6:47
  - 6:57 - 6:58（放送上では県内の空模様）
  - 7:57 - 7:58
- 福テレてんき
  - 月曜 - 金曜
    - 11:19 - 11:20（1分ほど天気予報を伝える）

  - 月曜 - 木曜
    - 21:54 - 22:00
    - 22:54 - 23:00[3]

  - 火曜 - 木曜[4]
    - 20:58 - 21:00

  - 金曜 
    - 20:58 - 21:00[5]
    - 22:58 - 23:00

土曜
- めざましどようび内（放送上では県内の空模様）
  - 7:37 - 7:38
- サタふく内（放送上では福テレお天気情報）
  - 18:22 - 18:23
- 福テレてんき
  - 20:58 - 21:00

日曜
- FNNニュース内（放送上では県内の空模様）
  - 6:10 - 6:15
- 福テレてんき
  - 14:54 - 15:00
  - 17:20 - 17:25（不定期で福テレ8に切り替える場合あり）
  - 21:54 - 22:00（21:55頃から放送を始める）

他、早朝と深夜の放送。

### 過去
平日
- めざましテレビ
  - 6:28 - 6:30
- FTVお天気情報（金曜）
  - 21:54 - 22:00、22:54 - 23:00

土曜
- サタふく内
  - 11:58 - 11:59 （2019年3月まで）
  - 13:56 - 14:00 （2019年3月から2023年3月まで）
- FTVお天気情報
  - 21:54 - 22:00